# 순수의 시대 (드라마)
《순수의 시대》는 SBS에서 2002년 7월 3일부터 2002년 8월 22일까지 매주 수, 목 밤 9시 55분에 방영되었던 드라마이다. 오랜 친구 사이인 주인공들이 우연히 한 여자를 사랑하게 되면서 겪게 되는 갈등을 섬세하게 다루며 우정과 사랑에 얽힌 이야기이다.

## 줄거리
태석은 어릴 때 어머니의 불륜을 목격한 이후 사랑을 믿지 않고 찾아오는 사랑을 밀어낸다. 태석은 고교시절 전학온 지윤에게 운명적인 사랑을 느끼지만, 가장 친한 친구 민수가 지윤을 좋아하는 것을 알고 갈등 한다. 하지만 태석은 자신의 감정을 속일 수 없어 지윤에게 입맞춤을 하고, 그 광경을 보고 충격을 받은 민수가 교통사고로 목숨을 잃게 된다. 그로부터 7년 후 태석은 절친한 친구 동화가 애인을 소개한다며 데리고 오는데 그 사람이 바로 지윤이다.

## 등장 인물

### 주요 인물
- 고수 : 이태석 역

엄마의 불륜 현장을 목격하고 충격을 받았으며, 부모의 이혼 후 체육교사인 아버지를 따라 충무에 오게 되고 이곳에서 마치 짐승처럼 싸움만 한다.
이때 만난 민수와 우정어린 친구가 되지만 지윤을 동시에 좋아하게 되고, 그 일로 민수와 심하게 싸우게 되고 눈앞에서 민수가 교통사고로 죽자 죄책감 때문에 지윤에게 다가서지 못한다.
- 박정철 : 유동화 역

유복한 집에서 차남으로 태어났지만 인디밴드를 조직하고 드럼을 치며 멋대로 사는 탓에 집에서는 내놓은 자식 취급을 한다.
태석과는 초등학교 시절부터 친구이며, 밴드 연습실 옆으로 이사온 지윤과 엮이면서 그녀에게 조금씩 좋아하는 감정을 느끼게 된다.
- 김민희 : 홍지윤 역

어려서 아버지를 잃고 엄마가 재혼하는 바람에 고모 집에서 살면서 고모부의 눈치를 보며 산다.
전학 와서 만난 태석에게 같은 아픔과 상처가 있음을 알고 그에게 운명적인 끌림을 느끼게 된다.

### 주변 인물
- 김갑수 : 태석 아버지 역

체육교사였으며 지금은 영희와 함께 아이스크림 가게를 하고 있다. 매우 긍정적이며 밝은 사람이다.
- 여현수 : 김민수 역 (1회 ~ 2회)

태석의 친구로 모범생이며 지윤을 좋아하게 된다. 그 일로 태석과 갈등이 생기며 교통사고로 죽게 된다.
- 최종원 : 지윤의 고모부 역

돈에는 인색한 사람이다.
- 오미연 : 지윤의 고모 역

남편 눈치를 보면서도 조카를 받아들이고 도움을 준다.
- 정욱 : 동화의 아버지 역

완고하고 첫째아들을 사고로 잃고 둘째아들인 동화에게 사업을 물러줄 생각을 하고 있지만 아들이 말을 듣질 않는다.
- 박정수 : 동화의 어머니 역

말을 듣지 않는 아들과 고집을 부리는 남편 사이에서 힘들다.
- 한다감 : 김민경 역

민수의 동생으로, 아버지가 쓰러지자 빚쟁이를 피해 서울로 도망쳐오지만 돈이 필요해 술집에 나오게 되고, 얼마 안돼 그곳에서 태석을 만나게 되고 그후 태석을 만나면서 점점 그에게 진한 사랑을 느끼게 된다. 하지만 그 사랑을 밖으로 표현하지 못한다.
- 구준엽 : 이영희(불곰) 역

과거 주먹계에서 이름을 날렸지만 지금은 개과천선해 횟집을 운영한다. 윤애에게 첫눈에 반한다.
- 이아현 : 윤애 역

지윤 고모의 큰딸로, 남자친구를 위해 뒷바라지를 하지만 배신당하고 억지로 그 남자를 붙잡고 있다.
- 임서연 : 윤경 역

지윤 고모의 작은딸로 지윤에게 약간은 샘이 있다.

### 그밖의 인물들
- 김윤성 : 오태성 역. 패거리로 몰려다니며 태석과 대립하는 남학생
- 한상진 : 지윤이 신세지는 친구 영란의 남자친구 민성
- 김희정 : 쿰 홍보실장
- 장대지
- 민정섭
- 신종훈

### 특별 출연
- 그룹 프라이데이

## 수상
- 2002년 SBS 연기대상 드라마스페셜 부문 연기상, 10대 스타상 고수
- 2002년 SBS 연기대상 여자 인기상 김민희

## 이모저모
- 원래 제목은 <러빙유>였지만[1] MBC 드라마 로망스의 주제가 한 구절에서 '러빙유(Loving You)'가 뜨는 바람에 서둘러 제목을 변경했다.
- 아울러, 송혜교가 이 드라마의 주연을 맡을 예정이었으나 본인의 일정상 시기가 맞지 않을뿐만 아니라 MBC 네 멋대로 해라를 거절한 탓에 이 작품과 같은 시간대인 <순수의 시대>에 출연한다는 것은 예의가 아니란 이유로 포기했다.[2]
- 당초 류승범도 공동으로 주연을 맡아 출연할 계획이었으나[3] 영화 촬영 문제로 고사하자 박정철이 대타로 들어갔다.

## 동시간대 경쟁작
MBC 수목미니시리즈
- 《네 멋대로 해라》 : 2002년 7월 3일 ~ 2002년 9월 5일

KBS 수목드라마
- 《명성황후》 : 2001년 5월 9일 ~ 2002년 7월 18일
- 《태양인 이제마》 : 2002년 7월 24일 ~ 2002년 10월 31일